# Hwang Do-yeon
Hwang Do-yeon (koreanisch 황도연; * 27. Februar 1991) ist ein südkoreanischer Fußballspieler.

## Karriere

### Verein
Hwang Do-yeon erlernte das Fußballspielen in der Schulmannschaft der Gwangyang Jecheol High School sowie in der Jugendmannschaft der Chunnam Dragons. Hier unterschrieb er am 1. Januar 2010 auch seinen ersten Profivertrag. Das Fußballfranchise aus Gwangyang spielte in der ersten südkoreanischen Liga. Die Saison 2012 wurde er an den Ligakonkurrenten Daejeon Citizen nach Daejeon ausgeliehen. Für Daejeon absolvierte er zehn Erstligaspiele. Nach der Ausleihe kehrte er Ende Dezember 2012 nach Gwangyang zurück. Nach insgesamt 18 Ligaspielen wechselte er Anfang Juli 2013 nach Jeju-si zum ebenfalls in der ersten Liga spielenden Jeju United. Die Saison 2015 lieh ihn der Zweitligist Seoul E-Land FC aus. Für den Verein aus der Hauptstadt Seoul stand er 34-mal in der zweiten Liga auf dem Spielfeld. Von Mai 2016 bis Februar 2018 spielte er beim Ansan Mugunghwa FC in Ansan. Zu den Spielern des Vereins zählen südkoreanische Profifußballer, die ihren zweijährigen Militärdienst ableisten. 2016 feierte er mit Ansan Mugunghwa die Meisterschaft der zweiten Liga. Die zweite Jahreshälfte 2018 spielte er auf Leihbasis beim Zweitligisten Suwon FC in Suwon. Für Suwon spielte er 16-mal in der zweiten Liga. Nach Vertragsende bei Jeju United im Dezember 2018 wechselte er Anfang Januar 2019 zu seinem ehemaligen Verein Jeonnam Dragons. Für die Dragons spielte er 14-mal in der zweiten Liga. Nach Vertragsende bei den Dragons war er von Januar 2021 bis Juni 2021 vertrags- und vereinslos. Im Juli 2021 zog es ihn nach Thailand. Hier unterschrieb er einen Vertrag beim Zweitligisten Sukhothai FC. Am Ende der Saison 2021/22 feierte er mit dem Verein aus Sukhothai die Vizemeisterschaft und den Aufstieg in die erste Liga. Für den Aufsteiger absolvierte er 28 Zweitligaspiele. Nach einer Saison verließ er den Verein und kehrte in seine Heimat zurück. Hier unterschrieb er einen Vertrag beim Drittligisten Gimpo FC.

### Nationalmannschaft
Hwang Do-yeon spielte von 2007 bis 2013 in den verschiedenen Juniorennationalmannschaften seines Landes.

## Erfolge
Ansan Mugunghwa FC
- K League Challenge: 2016

Sukhothai FC
- Thai League 2: 2021/22 (Vizemeister)  ▲